# Ексгібіціонізм
Ексгібіціоні́зм (від лат. виставляти) — досягнення сексуального збудження і насолоди демонстрацією статевих органів іншим людям поза ситуаціями добровільного сексу. Найчастіше супроводжується мастурбацією. Форма сексуального насильства, в патологічних формах — психічний розлад.
В основі пошуку задоволення знаходиться жага до ефекту раптовості і шокування оточуючих, зокрема, переляком жінок, дітей, іноді чоловіків. Як форма сексуальності притаманна в основному чоловікам.

## Види
Розрізняють справжній та несправжній ексгібіціонізм. За несправжнього ексгібіціонізму оголювання є хуліганством, а за правдивого — розладом сексуального вподобання (код 6D30 МКХ-11). У випадку розладу ексгібіціоніст втрачає контроль над власними діями.
Справжній ексгібіціонізм може проявлятися через емоційні порушення. У такому випадку періоди нападів ексгібіціонізму чергуються з тривалими періодами нормальної поведінки.
Окремою формою ексгібіціонізму є кандаулезизм. Це є бажання демонструвати іншим наготу своєї(-го) партнерки(-а) або показувати іншим свій секс із нею (ним).
В МКХ-10 виділяються садистський тип (F65.21), мазохістський тип (F65.22) ексгібіціонізму. За першого виду ексгібіціоніст отримує задоволення, спостерігаючи страх жертви, а за другого — агресивну реакцію жертви.

## Здійснення

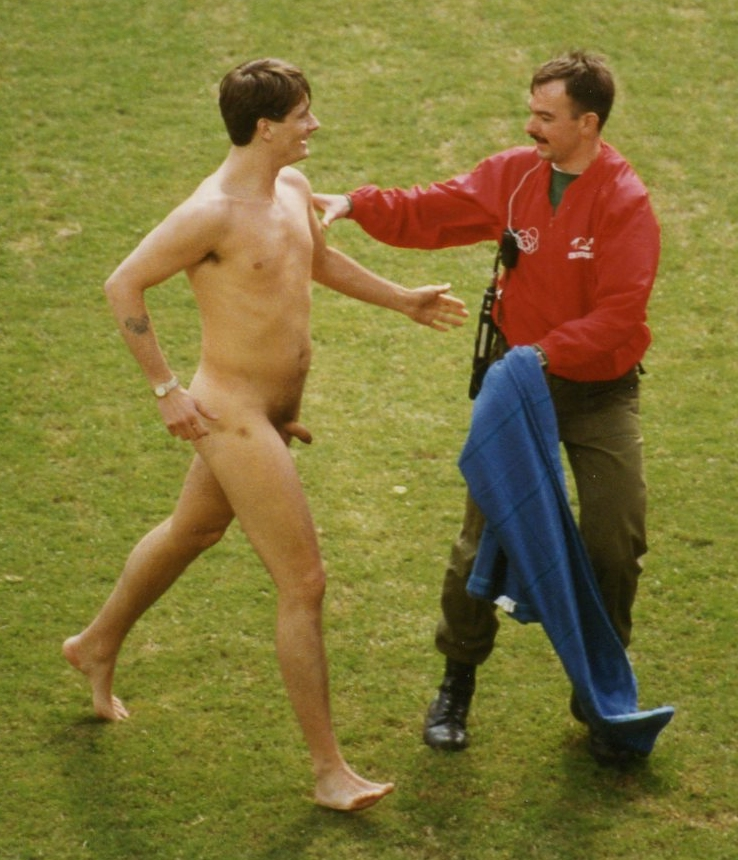
Марк Робертс, відомий стрікер, на турнірі з реґбі у 1994 році.

Справжній ексгібіціоніст очікує побачити в жертві певний комплекс емоційних реакцій: подив, страх і допитливість, часом агресію. Інша реакція на його дії не зможе задовільнити ексгібіціоніста і навіть викликати його агресію. Окрім того, важливою складовою є страх бути переслідуваним.
Правдивий акт ексгібіціонізму проводиться імпульсивно, в стані звуженої свідомості. Йому передують зміни в настрої, тривожність, активне сексуальне фантазування. Для справжнього ексгібіціоніста протидіяти бажанню оголити себе може бути неможливо, однак після вдалого акту починається ремісія, тривалість якої індивідуальна.

## Історія
Виникнення ексгібіціонізму тягнеться з часу, коли носіння одягу стало звичною, а радше обо‘язковою справою і розповсюдження набуло ставлення до наготи як до чогось сороміцького. Випадки ексгібіціонізму відомі з античності. Так, Теофраст писав:

(1) Безсоромність неважко визначити: це явна й безсоромна нагота, а безсоромний чоловік от який: (2) Зустрівши вільних жінок, він задирає плащ свій та показує їм свою стать..

Жіночий ексгібіціонізм в античні часи використовувався для приниження або залякування, оскільки у багатьох культурах вважалося, що оголені жіночі статеві органи мають магічну силу.
Геродот в своїх «Історіях» описує поіздку єгиптян на святкування на честь Артеміди:
Коли вони йдуть до міста Бубастія то ось що вони роблять: вони пливуть на човнах чоловіки разом із жінками і в кожному човні дуже багато людей обох статей, серед жінок деякі мають кастаньєти і клацають, а серед чоловіків деякі грають на флейті під час усієї подорожі, а всі інші жінки та чоловіки плескають у долоні. І щоразу, коли вони пропливають до якогось міста, вони пристають на своєму човні до берега і поводяться так. Поки деякі з жінок роблять те, про що я сказав, інші з криками глузують із жінок того міста, інші танцюють, а ще інші стоять і високо підіймають свої сукні. Оце вони роблять, пропливаючи повз усі міста, розташовані на ріці.

## Причини
В світі тварин демонстрація ерегованих геніталій є комунікаційним жестом виклику, агресії, готовності до нападу та демонстрації своєї сили та влади. Аналогічні прояви мають місце і в людському суспільстві, про це каже розповсюдженість символічних фалічних знаків і жестів («кукіш», «фак»). H. Mester пояснює ексгібіціонізм реліктами інстинктів, які спонукають людину до самоствердження і показу влади шляхом фалічної демонстрації.
Причиною ексгібіціонізму може бути патологія чи органічна травма головного мозку.
Вживання алкоголю позитивно впливає на розвиток хвороби: багато актів ексгібіціонізму робляться під впливом алкоголю.
Потреба в демонстрації оголеного тіла може скластися під впливом дитячих травм і порушень сексуальної поведінки, пов‘язаних зі спостереженням актів оголення, участю в них, сексуальними іграми в дитячих компаніях.
Згідно з Ольгою Говорухою (соціальна педагогиня та дослідниця), в основі ексгібіціоністських потреб можуть лежати сформовані в ранньому дитинстві стереотипи сексуальної поведінки (shaping the norms of sexual behavior), тобто розвиток ексгібіціонізму відбувається в родині як первинному інституті соціалізації, як і формування сексуальної поведінки загалом. Наприклад, 5-річний син стає свідком жорстокого сексу батьків і питає батька, як називається те, що він побачив. Батько, що керується жінконенависницькими поглядами, прививає дитині цю ж думку. Наслідком цього може бути те, що в дорослому віці в хлопця можуть з'явитися нахили до сексуальної поведінки, що виходить за рамки норми.